# 克苏鲁的呼唤 (1981年游戏)
《克蘇魯的呼喚》（Call of Cthulhu，縮寫：CoC）是改編自洛夫克拉夫特作品的一部桌上角色扮演遊戲，其名來自作者的同名小說，也是以這本小說命名的第一部遊戲，遊戲背景即洛夫克拉夫特的克蘇魯神話。它由混沌元素於1981年發行，現已更新至第七版。它的游戏系统基于混沌元素的基本角色扮演(BRP)，并添加了一些恐怖类型的内容，例如包括关于理智和运气的特殊规则。

## 游戏玩法

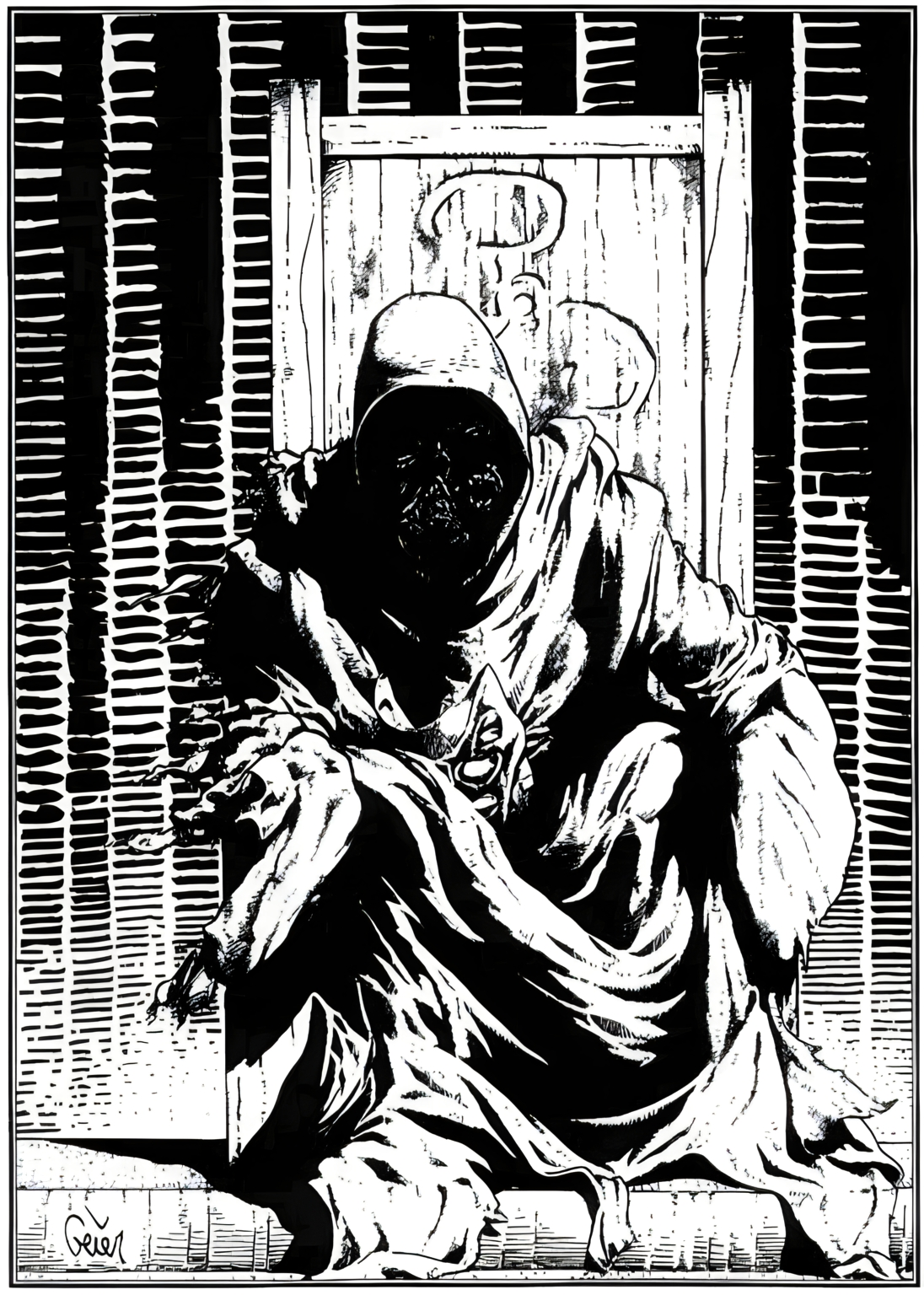
《克蘇魯的呼喚》中的黃衣之王插圖

### 游戏设定
人类最古老和最强烈的情感是恐惧，而最强烈的恐惧是对未知。”

——H.P.洛夫克拉夫特《文学中的超自然恐怖》
1981年首次发布的原版按照基本角色扮演的基础规则，如洛夫克拉夫特的许多故事一样，以20世纪20年代为背景。《煤气灯下的克苏鲁》模组融合了神秘主义和福尔摩斯式的探秘，故事背景主要发生在19世纪90年代的英国。《Cthulhu Now》和《Delta Green》对抗阴谋的故事发生在现代/20世纪80年代。2020年初增补了多个不同历史时期背景的规则公元1000年(克苏鲁:黑暗时代)，23世纪(克苏鲁崛起)和古罗马(克苏鲁不可征服)。主角也可能会前往地球之外的地方，如Dreamlands(可以通过梦境进入，也可以通过与地球的物理联系进入)，其他星球或太空的空隙。为了与洛夫克拉夫特的主题保持一致，游戏主持人被称为“奥术知识的守秘者”(The keeper 简称KP)，而玩家角色则被称为“未知调查员”(invesgaters)。
虽然游戏主要专注于洛夫克拉夫特式的恐怖，但是克苏鲁神话背景却不是必需的。游戏系统还包含了非洛夫克拉夫特游戏的理念，如使用民间恐怖或其他作者和恐怖电影的设定，或由守秘人或玩家完全自定义的背景和生物。

### 游戏机制
《CoC》使用和混沌元素开发的符石之谜相同的基本角色扮演系统，游戏机制是基于技能而非人物等级，玩家角色在拥有良好的健康和理智时，会通过技能的成功使用而变得更强，从而推进游戏进展。投掷百分骰（结果为0-99的骰子，通常由两个十分骰组成）是判定玩家行动成功与否的方式，每个需要判定的行动结果由角色的技能等级和百分骰结果共同确定。举个例子，一个画家可能有75点绘画技能，只要百分骰的结果低于75则绘画相关的行动将获得成功。投掷出低于技能点1/5的点数将获得一次“极难成功”(special success)，这将会让该行动得到额外的收益，具体结果由守秘人裁决（比如让一个行动更快完成，战斗的伤害更高等）。
在游戏中，玩家们扮演的角色：侦探、罪犯、学者、画家、退伍军人等等因为种种原因卷入神秘的事件之中，奔波在奇怪而危险的场所之间，揭开邪恶的阴谋，对抗暗夜的恐怖怪物，还有疯狂的邪教徒。随着玩家对真实世界的认知，逐步发觉人性在可怖的真相前是多么渺小时，他们的理智将渐渐凋零崩溃。游戏包含了一系列决定角色健康与理智的机制，对抗可怖事件往往意味着理智崩坏。在《CoC》里，玩家扮演的角色往往最后变得疯狂或死于精神病院，调查员们鲜有善终。

## 中文游戏出版情况
克苏鲁的呼唤在大陆一直以来没有官方授权的中文版本，玩家们多通过如纯美苹果园 （页面存档备份，存于）等论坛获取爱好者翻译的游戏规则书等资料。
正式的中文版本在2020年后由日本Arclight株式会社代理出版，帝企鹅翻译制作，乐博睿全权负责该产品的简体中文版在大陆地区的推广和经销。在正式版众筹开始后，各论坛爱好者翻译制作的中文CoC第七版也停止提供下载。

### 克苏鲁的呼唤：入门套装(2020)[5]
内容包含简易规则、游戏剧本、骰子、角色卡和展示资料等，采用单人冒险的方式，让玩家在故事中学习和掌握游戏的基本规则。

### 克苏鲁的呼唤：基础套装(2021)[6]
包含规则手册、剧本集、角色卡、地图、骰子等。

## 歷史
《克蘇魯的呼喚》最初由桑迪·彼得森編寫，第五版和第六版換成林恩·威利斯（Lynn Willis），第七版為保罗·弗里克（Paul Fricker）和麥克·梅森（Mike Mason）。1981年至2011年間，六版的《克蘇魯的呼喚》規則上沒有大的變化，2014年發行的第七版則做了較大改動。
| 版本     | 時間 | 形式               | 注釋                    |
| -------- | ---- | ------------------ | ----------------------- |
| 1        | 1981 | 盒装               |                         |
| 2        | 1983 | 盒装               |                         |
| 3        | 1986 | 盒装               |                         |
| 4        | 1989 | 平装               |                         |
| 5        | 1992 | 平装               | 林恩·威利斯首次參與製作 |
| 5.5      | 1998 | 平装               |                         |
| 20週年版 | 2001 | 皮革精裝           | 限量版                  |
| 6        | 2004 | 精裝、平裝、 PDF   | 與20週年紀念版一致      |
| 7        | 2014 | 精裝、平裝和電子版 | 規則改動較大            |

## 所获奖项
这款游戏获得了多个奖项
- 1981, Game Designer's Guild, Select Award
- 1982, 原创游戏奖(Origins Awards), 最佳角色扮演游戏
- 1985, Games Day Award, 最佳角色扮演游戏
- 1986, Games Day Award, 最佳当代角色扮演游戏
- 1987, Games Day Award, 最佳其他角色扮演游戏
- 1993, Leeds Wargame Club, 最佳角色扮演游戏
- 1994, 玩家精选奖(Gamer's Choice Award), 名人堂
- 1995, 原创游戏奖(Origins Awards), 名人堂
- 2001, 原创游戏奖(Origins Awards), 最佳书籍视觉呈现(克苏鲁的呼唤 20周年纪念版)
- 2002 Gold Ennie Award "最佳版式和美术设计".
- 2003, 被 GamingReport.com 读者票选为最佳恐怖/哥特角色扮演游戏
- 2014, ENNIE Awards - 克苏鲁的呼唤第七版：快速入门 - '最佳免费作品 (银奖)'
- 2016, UK Games Expo Awards - '最佳角色扮演游戏'
- 2017, Beasts of War Awards - '最佳角色扮演游戏'
- 2017, Dragon Con Awards - '最佳幻想作品角色扮演游戏' (纸浆克苏鲁规则)
- 2017, ENNIE Awards - '最佳补充集 (金奖)' (纸浆克苏鲁规则)
- 2017, ENNIE Awards - '最佳封面美术(金奖)' (for Call of Cthulhu Investigator Handbook)
- 2017, ENNIE Awards - '最佳地图设计(金奖)' (克苏鲁的呼唤守秘人帷幕包)
- 2017, ENNIE Awards - '最佳辅助配件(金奖)' (克苏鲁的呼唤守秘人帷幕包)
- 2017, ENNIE Awards - '最具价值作品 (金奖)' (克苏鲁的呼唤硬壳精装版)
- 2018, Tabletop Gaming Magazine '史上最伟大的游戏排行榜Top150' - 克苏鲁的呼唤 - 排名第三(读者投票)
- 2019, ENNIE Awards - '最佳规则(金奖)' (克苏鲁的呼唤入门套装)

## 外部連接
- Chaosium（页面存档备份，存于）